# Lijst van planetoïden 71101-71200
| Naam      | Voorlopige naamgeving | Datum ontdekking | Locatie ontdekking | Ontdekker   |
| --------- | --------------------- | ---------------- | ------------------ | ----------- |
| (71101) - | 1999 XY140            | 2 december 1999  | Kitt Peak          | Spacewatch  |
| (71102) - | 1999 XH144            | 15 december 1999 | Fountain Hills     | C. W. Juels |
| (71103) - | 1999 XN144            | 11 december 1999 | Oohira             | T. Urata    |
| (71104) - | 1999 XA145            | 7 december 1999  | Kitt Peak          | Spacewatch  |
| (71105) - | 1999 XP151            | 7 december 1999  | Kitt Peak          | Spacewatch  |
| (71106) - | 1999 XS151            | 7 december 1999  | Kitt Peak          | Spacewatch  |
| (71107) - | 1999 XT151            | 7 december 1999  | Kitt Peak          | Spacewatch  |
| (71108) - | 1999 XL153            | 7 december 1999  | Socorro            | LINEAR      |
| (71109) - | 1999 XN153            | 7 december 1999  | Socorro            | LINEAR      |
| (71110) - | 1999 XZ154            | 8 december 1999  | Socorro            | LINEAR      |
| (71111) - | 1999 XO155            | 8 december 1999  | Socorro            | LINEAR      |
| (71112) - | 1999 XP155            | 8 december 1999  | Socorro            | LINEAR      |
| (71113) - | 1999 XV155            | 8 december 1999  | Socorro            | LINEAR      |
| (71114) - | 1999 XY155            | 8 december 1999  | Socorro            | LINEAR      |
| (71115) - | 1999 XW156            | 8 december 1999  | Socorro            | LINEAR      |
| (71116) - | 1999 XO157            | 8 december 1999  | Socorro            | LINEAR      |
| (71117) - | 1999 XW157            | 8 december 1999  | Socorro            | LINEAR      |
| (71118) - | 1999 XH159            | 8 december 1999  | Socorro            | LINEAR      |
| (71119) - | 1999 XJ161            | 12 december 1999 | Socorro            | LINEAR      |
| (71120) - | 1999 XJ162            | 13 december 1999 | Socorro            | LINEAR      |
| (71121) - | 1999 XY163            | 8 december 1999  | Socorro            | LINEAR      |
| (71122) - | 1999 XC165            | 8 december 1999  | Socorro            | LINEAR      |
| (71123) - | 1999 XM168            | 10 december 1999 | Socorro            | LINEAR      |
| (71124) - | 1999 XR173            | 10 december 1999 | Socorro            | LINEAR      |
| (71125) - | 1999 XY173            | 10 december 1999 | Socorro            | LINEAR      |
| (71126) - | 1999 XU174            | 10 december 1999 | Socorro            | LINEAR      |
| (71127) - | 1999 XX175            | 10 december 1999 | Socorro            | LINEAR      |
| (71128) - | 1999 XO176            | 10 december 1999 | Socorro            | LINEAR      |
| (71129) - | 1999 XQ176            | 10 december 1999 | Socorro            | LINEAR      |
| (71130) - | 1999 XX176            | 10 december 1999 | Socorro            | LINEAR      |
| (71131) - | 1999 XY176            | 10 december 1999 | Socorro            | LINEAR      |
| (71132) - | 1999 XB177            | 10 december 1999 | Socorro            | LINEAR      |
| (71133) - | 1999 XQ177            | 10 december 1999 | Socorro            | LINEAR      |
| (71134) - | 1999 XR177            | 10 december 1999 | Socorro            | LINEAR      |
| (71135) - | 1999 XM178            | 10 december 1999 | Socorro            | LINEAR      |
| (71136) - | 1999 XV178            | 10 december 1999 | Socorro            | LINEAR      |
| (71137) - | 1999 XQ179            | 10 december 1999 | Socorro            | LINEAR      |
| (71138) - | 1999 XY179            | 10 december 1999 | Socorro            | LINEAR      |
| (71139) - | 1999 XB180            | 10 december 1999 | Socorro            | LINEAR      |
| (71140) - | 1999 XK180            | 10 december 1999 | Socorro            | LINEAR      |
| (71141) - | 1999 XX180            | 12 december 1999 | Socorro            | LINEAR      |
| (71142) - | 1999 XP181            | 12 december 1999 | Socorro            | LINEAR      |
| (71143) - | 1999 XR181            | 12 december 1999 | Socorro            | LINEAR      |
| (71144) - | 1999 XW182            | 12 december 1999 | Socorro            | LINEAR      |
| (71145) - | 1999 XA183            | 12 december 1999 | Socorro            | LINEAR      |
| (71146) - | 1999 XQ183            | 12 december 1999 | Socorro            | LINEAR      |
| (71147) - | 1999 XZ183            | 12 december 1999 | Socorro            | LINEAR      |
| (71148) - | 1999 XV184            | 12 december 1999 | Socorro            | LINEAR      |
| (71149) - | 1999 XE186            | 12 december 1999 | Socorro            | LINEAR      |
| (71150) - | 1999 XW186            | 12 december 1999 | Socorro            | LINEAR      |
| (71151) - | 1999 XZ188            | 12 december 1999 | Socorro            | LINEAR      |
| (71152) - | 1999 XM189            | 12 december 1999 | Socorro            | LINEAR      |
| (71153) - | 1999 XR190            | 12 december 1999 | Socorro            | LINEAR      |
| (71154) - | 1999 XJ192            | 12 december 1999 | Socorro            | LINEAR      |
| (71155) - | 1999 XP193            | 12 december 1999 | Socorro            | LINEAR      |
| (71156) - | 1999 XA194            | 12 december 1999 | Socorro            | LINEAR      |
| (71157) - | 1999 XD194            | 12 december 1999 | Socorro            | LINEAR      |
| (71158) - | 1999 XQ194            | 12 december 1999 | Socorro            | LINEAR      |
| (71159) - | 1999 XK195            | 12 december 1999 | Socorro            | LINEAR      |
| (71160) - | 1999 XS195            | 12 december 1999 | Socorro            | LINEAR      |
| (71161) - | 1999 XX195            | 12 december 1999 | Socorro            | LINEAR      |
| (71162) - | 1999 XX197            | 12 december 1999 | Socorro            | LINEAR      |
| (71163) - | 1999 XU199            | 12 december 1999 | Socorro            | LINEAR      |
| (71164) - | 1999 XF202            | 12 december 1999 | Socorro            | LINEAR      |
| (71165) - | 1999 XJ202            | 12 december 1999 | Socorro            | LINEAR      |
| (71166) - | 1999 XL203            | 12 december 1999 | Socorro            | LINEAR      |
| (71167) - | 1999 XZ203            | 12 december 1999 | Socorro            | LINEAR      |
| (71168) - | 1999 XQ204            | 12 december 1999 | Socorro            | LINEAR      |
| (71169) - | 1999 XV204            | 12 december 1999 | Socorro            | LINEAR      |
| (71170) - | 1999 XE206            | 12 december 1999 | Socorro            | LINEAR      |
| (71171) - | 1999 XG206            | 12 december 1999 | Socorro            | LINEAR      |
| (71172) - | 1999 XK206            | 12 december 1999 | Socorro            | LINEAR      |
| (71173) - | 1999 XA209            | 13 december 1999 | Socorro            | LINEAR      |
| (71174) - | 1999 XO210            | 13 december 1999 | Socorro            | LINEAR      |
| (71175) - | 1999 XS212            | 14 december 1999 | Socorro            | LINEAR      |
| (71176) - | 1999 XT212            | 14 december 1999 | Socorro            | LINEAR      |
| (71177) - | 1999 XA213            | 14 december 1999 | Socorro            | LINEAR      |
| (71178) - | 1999 XB213            | 14 december 1999 | Socorro            | LINEAR      |
| (71179) - | 1999 XM213            | 14 december 1999 | Socorro            | LINEAR      |
| (71180) - | 1999 XG214            | 14 december 1999 | Socorro            | LINEAR      |
| (71181) - | 1999 XA215            | 14 december 1999 | Socorro            | LINEAR      |
| (71182) - | 1999 XB215            | 14 december 1999 | Socorro            | LINEAR      |
| (71183) - | 1999 XO215            | 14 december 1999 | Socorro            | LINEAR      |
| (71184) - | 1999 XJ217            | 13 december 1999 | Kitt Peak          | Spacewatch  |
| (71185) - | 1999 XS220            | 14 december 1999 | Socorro            | LINEAR      |
| (71186) - | 1999 XX222            | 15 december 1999 | Socorro            | LINEAR      |
| (71187) - | 1999 XG224            | 13 december 1999 | Kitt Peak          | Spacewatch  |
| (71188) - | 1999 XH224            | 13 december 1999 | Kitt Peak          | Spacewatch  |
| (71189) - | 1999 XL229            | 7 december 1999  | Catalina           | CSS         |
| (71190) - | 1999 XO229            | 7 december 1999  | Catalina           | CSS         |
| (71191) - | 1999 XX229            | 7 december 1999  | Catalina           | CSS         |
| (71192) - | 1999 XC230            | 7 december 1999  | Catalina           | CSS         |
| (71193) - | 1999 XG231            | 7 december 1999  | Catalina           | CSS         |
| (71194) - | 1999 XH231            | 7 december 1999  | Catalina           | CSS         |
| (71195) - | 1999 XO231            | 8 december 1999  | Catalina           | CSS         |
| (71196) - | 1999 XP233            | 4 december 1999  | Anderson Mesa      | LONEOS      |
| (71197) - | 1999 XE234            | 4 december 1999  | Anderson Mesa      | LONEOS      |
| (71198) - | 1999 XX234            | 3 december 1999  | Anderson Mesa      | LONEOS      |
| (71199) - | 1999 XM236            | 5 december 1999  | Anderson Mesa      | LONEOS      |
| (71200) - | 1999 XT236            | 5 december 1999  | Catalina           | CSS         |